# Contea di Taylor (Wisconsin)
La contea di Taylor (in inglese, Taylor County) è una contea dello Stato del Wisconsin, negli Stati Uniti. La popolazione al censimento del 2000 era di 19 680 abitanti. Il capoluogo di contea è Medford. Ford(winconsin)